# Ctenomys tuconax
Ctenomys tuconax е вид бозайник от семейство тукотукови (Ctenomyidae).

## Разпространение
Видът е разпространен в Аржентина.